# Шанлыурфа
Шанлыу́рфа, Урфа (тур. Şanlıurfa, курд. Riha) — город на юго-востоке Турции, столица ила Шанлыурфа. Ранее был известен как Эдесса. Шанлыурфа расположена на равнине примерно в 80 км к востоку от реки Евфрат. Климат в городе отличается чрезвычайно жарким, сухим летом и прохладной, влажной зимой.
Примерно в 12 км к северо-востоку от города находится знаменитое неолитическое поселение Гёбекли-Тепе, где находится старейший в мире известный храм, который был основан в 10-м тысячелетии до нашей эры. Этот район был частью сети первых населённых пунктов, где произошла неолитическая революция. Из-за его связи с еврейской, христианской и исламской историей, а также историей, согласно которой он был родным городом Авраама, Шанлыурфу прозвали «городом пророков».

## Название
На языке арамеев город носил название Ургой. Антиох IV Епифан назвал его Антиохия Каллирго́й, Селевк I Никатор — Эдессой, скорее всего, в честь одноимённого города в Греции. При римлянах он носил имя Аврелия Антония и Опеллия Макриана, а также Александрия. В Средние века франки называли его Эдесса, а сирийские авторы Урхо́й/Орхо́й. Затем город стал У́рфой. На курдском языке город называется (Riha) Рыха.
В 1983 году к названиям провинции и ила Урфа была добавлена приставка Шанлы- (рус. славный) в честь заслуг города в войне против французских оккупантов.

## Географическое положение
Город Шанлыурфа находится на юго-востоке Анатолии и является столицей одноимённой провинции (ила). Географически город относится к Северной Месопотамии.
Шанлыурфа лежит в 80 км от Ефрата и в 45 км от турецко-сирийской границы, на северо-западе плодородной равнины, окружённой на западе, севере и востоке горами. На юго-востоке находится долина Харран. По городу протекают три ручья.
Шанлыурфа находится на пересечении древних торговых путей: западно-восточного пути из Персии и Нусайбина в Самосату и на Средиземноморское побережье, и северо-южного — из Диярбакыра в Харран и Сирию.

## История

### Доисторические времена
Вблизи города располагается древнейший на земле храмовый комплекс Гёбекли-Тепе, датируемый примерно 9000 годом до н. э. Есть предположения, что Урфа — это хурритский город Уршу, упоминаемый ещё около 2000 года до н. э. в шумерских, аккадских и хеттских клинописных надписях. В 1370 году до н. э. Уршу был завоёван хеттами под предводительством Суппилулиумы I. После заката Хеттского царства Уршу перешёл во владение Каркемиша.

### Древние века
Город был завоёван Александром Македонским. Селевк I Никатор по политическим причинам дал городу греческое имя — Эдесса как и одноимённый город в Македонии. Датой основания Эдессы обычно указывается 303 год до н. э.. Город имел прямоугольный план застройки с четырёхугольными стенами и воротами, ориентированными по сторонам света. Крепость частично выдавалась за пределы городских стен.
После распада государства Селевкидов вокруг Эдессы возникло независимое ассирийское царство Осроена. Список его царей приведён в хрониках сирийского архиепископа Дионисия Телльмарского. Это царство после крещения царя Абгара V, апостолом Фаддеем стало первым христианским государством.
Во времена римлян город первоначально сохранял свою независимость. Гней Помпей Великий утвердил Абгара Эдесского около 67 года до н. э. на престоле. Согласно Плутарху, последний сыграл важную роль в поражении Красса в 53 году до н. э. в битве при Карах. После этого Эдесса вместе с Осроеной отошла парфянам.
Ургой стал известен благодаря первому царю-христианину Абгару V, переписывавшимся с Иисусом Христом через своего секретаря и художника Ханнана. Согласно Библии, Абгар (Авгарь) попросил Иисуса об исцелении. Иисус отёр своё лицо платом, и на нём остался его образ. После воскрешения Иисуса апостол Фаддей доставил плат царю и, прикоснувшись к этому образу, тот выздоровел. В благодарность Абгар принял христианство. Таким образом, появилась первая христианская икона (см. Спас Нерукотворный).
Когда в 114 году римский император Траян побывал в Антиохии, царь Эдессы, также носящий имя Абгар, преподнес ему дары, среди них около 200 коней. Но уже в 116 году город пал и был разрушен римлянами. Император Адриан назначил правителем Эдессы парфянского принца Парфамаспата. В 165 году город восстал против парфян и открыл городские ворота римлянам, правителем города стал римский наместник.
Эдесса изначально конкурировала в почитании бога Луны Сина с лежащим поблизости Харраном. Известно также и о почитании богини Тараты. В «Книге законов» Вардесана начала III века сообщалось, что в Сирии и Ургое мужчин кастрировали в честь Тараты. Тем не менее, Эдесса рано стала христианской. Предположительно, первые христианские церкви были построены при царе Абгаре VIII (177—212).
В 194 году Эдесса восстала против римлян, но восстание было подавлено императором Септимием Севером. Абгар IX (212—214) ненадолго взошел на трон. Однако вскоре в Риме он был отстранён от должности и убит императором Каракаллой, а город в 214 году стал римской колонией.
В 233 году в город были принесены останки святого Фомы (Маар Тума) и погребены в главной церкви. В последующие годы Эдессой продолжали править цари, так в 243 году очередной царь по имени Авгар переехал со своей семьей в Рим.
В 259—260 годах войско римлян под предводительством императора Валериана I разгромили персы под предводительством Шапура I под Эдессой, а сам император попал в плен.

### Поздняя античность
Эдесса имела право чеканки монет, своё высшее общество, город был центром торговли предметами роскоши, привозимыми с караванами. Таким образом, с древних времен существовали торговые отношения между Эдессой и Индией. Это привело в свою очередь, к установлению контактов между азиатскими и европейскими странами, и хорошо укреплённый город процветал экономически.
Во времена поздней антики Эдесса была важным религиозным и научным центром сирийско-римского Востока, даже когда по приказу византийского императора Зенона закрылась «Эдесская школа» в 489 году, а её профессора бежали в персидский Нусайбин. В VI веке город стал центром борьбы между восточными римлянами и персами. В 543 или 544 году грандиозное укрепление Эдессы пало под персидским шахиншахом из династии Сасанидов Хосровом I. В 525 году большая часть города была разрушена вышедшей из берегов рекой Скирт (Дайсан). Император Византии Юстиниан I приказал провести работы по восстановлению города.

### Средние века
В 638 году город попал в руки мусульман, на этом античная история города заканчивается. В 1052 году Эдесса вновь отошла Византии. Затем власть захватил армянский князь Абу-Каб, после смерти которого город перешел его сыну Василю. Затем город занял бывший византийский куропалат Филарет Варажнуни, ему на смену пришел его офицер Торос. Он сдерживал набеги сельджуков, но в 1097 году призвал на помощь крестоносцев первого крестового похода и усыновил их предводителя, графа Балдуина Булонского. После убийства Тороса во время восстания горожан в 1098 году, власть полностью захватили крестоносцы, сделав город столицей Эдесского графства, а Балдуина — графом Эдессы. Но в 1144 году город вновь был захвачен сельджуками Занги из Алеппо, разграблен и в 1147 году полностью уничтожен. Большинство жителей Эдессы во главе с архиепископом были убиты. Поражение крестоносцев стало поводом для организации второго крестового похода.
В последующие столетия город был завоеван монголами, державой Ак-Коюнлу, а затем (после неудачных попыток) мамлюками.
В 1637 году Эдесса была покорена Османской империей и переименована в Урфу. В то время город был торговым центром по продаже хлопка, кожи и драгоценностей.
В 1830 году город ненадолго попал под контроль хедива Мухаммада али Паши.
В 1895 году, после погромов среди армян и сирийских христиан специальными войсками султана, так называемыми хамидие, на юге и востоке Анатолии, Иоганн Лепсиус построил в городе несколько домов милосердия для переживших погромы жителей. Эти дома с 1903 года возглавляла датская миссионерка Карен Йеппе, ставшая во время первой мировой войны спасительницей многих армянских детей от геноцида. В 1917 году Йеппе по состоянию здоровья была вынуждена покинуть Турцию и продолжила свою работу в качестве официального представителя Лиги Наций в соседней Сирии. Оккупация Урфы британскими войсками в марте 1919 года принесла короткую передышку городу. Началось восстановление Урфы. Но затем в город вошли французы. Последние были изгнаны освободительными турецкими войсками. Во время геноцида армян 1915 года из 35 тыс. жителей-армян города жертвой геноцида стали 30 тыс.
6 февраля 2023 года стала одним из эпицентров мощного землетрясения.

## Население
В Шанлыурфе проживает смешанное население — преимущественно курдское и арабское, также в городе проживают турки.

## Основатель города
Ефрем Сирин называет основателем города ассирийского царя Нимрода, отождествляя Орхой с библейским Эрехом. Это мнение было подхвачено Исидором Севильским, первым энциклопедистом Средневековья. Яков Эдесский, в свою очередь, отождествлял Нимрода с Нином, сыном Бела, названного Диодором Сицилийским основателем Ниневии. Пятнадцатиметровые столбы на территории крепости Урфы, например, называют «Троном Нимрода». Абу-ль-Фарадж считал основателем города Еноха. По другой ассирийской легенде, Урфа была основана Оргом, сыном змеи.

## Религия
Шанлыурфа до наших дней остается религиозным центром, её называют «городом пяти пророков» ислама. Здесь жили пророки Ибрахим (Авраам) и Иов. И согласно традициям ислама, Авраам родился именно здесь. Таким образом, Шанлыурфа связана с ветхозаветным городом Уром.
После (не подтвержденного историческими документами) крещения царя Абгара V и жителей его государства были построены первые христианские церкви. Утверждают также, что Абгар V приказал отрубать руку каждому, кастрирующему себя в честь Тараты, что послужило исчезновению этой традиции. К этому же времени относится появление Мандилиона, плата с изображением Христа, ставшего первой христианской иконой.
Центральным местом паломничества в Шанлыурфе являются мечеть Халиль-Раман и относящийся к нему пруд Авраама, наполненный святыми и неприкосновенными карпами. Легенда рассказывает, что пророк Авраам, брошенный в костер, спасся, превратив огонь в воду, а горящие поленья — в карпов. Существует и второе священное озеро. Вероятно, что в дохристианские времена озера с рыбами были культовым местом поклонения богине Тарате.
Согласно христианской вере, апостол Фома, один из учеников Христа, был основателем сирийской церкви в Эдессе. Поэтому его останки были перевезены сюда после его кончины из Парфии или Индии и погребены в этой церкви.

## Достопримечательности
Современная Шанлыурфа являет собой резкий контраст между своими старыми и новыми частями. Старый город — с узкими кривыми улочками, часто слишком узкими для машин, глухими заборами, окружающими уютные дома, колоритными базарами, местными жителями, одетыми в традиционные арабские и курдские костюмы. Некоторые жители города настолько бедны, что до сих пор живут в домах-пещерах, вырытых на склоне горы.
Новые районы, напротив, имеют современные дома и отели, рестораны и магазины.
- Музей Шанлыурфы

Идея открыть в Шанлыурфе музей возникла впервые в 1948 году. До этого имеющиеся экспонаты хранились в начальной школе имени Ататюрка. В 1956 году они были переданы в другую начальную школу, однако со временем возникла острая нехватка места, и в 1969 году был открыт музей Шанлыурфы.
С 1987 года под водохранилищем Ататюрка велись археологические раскопки. С 1995 года музей принимает участие в раскопках на холме Гёбекли-Тепе.
Однако музея оказалось недостаточно для всех экспонатов, было построено ещё одно здание. В нём сейчас располагаются три зала по археологии, зал этнографии, администрация, выставочные и конференц-залы, а также библиотека. В подвале находятся хранилище, исследовательская лаборатория и фотолаборатория.
- Пещера, где родился пророк Авраам

- Озеро Балык со священными карпами

Озеро находится во дворе мечети Халиль-Раман, построенной в 1211 году. Огромное количество жирных карпов, откормленных бросающими им хлеб посетителями, представляют собой не слишком приятное зрелище, в отличие от окружающих мечеть садов. Однако есть поверье, что тот, кто увидит среди карпов белого, попадёт на небеса.
- Озеро Айн-Зелиха

Второе священное озеро, названное по преданию, в честь дочери Нимрода Зелихи, прыгнувшей в костер вслед за Авраамом.
- мечеть Ризвание

Мечеть 1716 года, прилегающая к комплексу озера Балык.
- Большая мечеть Урфы

Построена в 1170 году на месте христианской церкви, называемой арабами «красной».
- Фонтан Фируз-Бея

Фонтан, установленный на стене теологической школы имени Иова в восточной части Большой мечети. Построен Фируз Бейем в 1781 году. От теологической школы осталась лишь надпись 1191, считающаяся датой основания школы.
- Руины крепости Урфа и «трон Нимрода»

- Восемь турецких бань времён Османской империи

Джинджикли, Везир, Шабан, Велибей, Эски Араса, Серче и общественная баня Султана.
- Традиционные дома Урфы

Обычно состоят из двух секций: гарем (для самой семьи) и селам (для гостей).
Одним из таких домов, открытых для посетителей, является Дом Гаджи Хафизлар в городском районе Кара Мейдан, недалеко от почтамта. Этот дом был построен в 1888 году, затем отреставрирован Министерством Культуры Турции и преобразован в государственную галерею произведений искусства.
- Невалы-Чори

Стоянка времен эпохи неолита, датируемая около 8000 года до н. э. Сейчас находится на дне водохранилища Ататюрка.
- Гёбекли-Тепе

Самые древние в мире развалины каменных храмов (около 11500 года до н. э.)

## Кухня
Кухня типична для юго-востока Турции. Основу составляет хлеб и мясо: кебабы, донеры либо шаурма с большим количеством баклажанов, помидоров и острого красного перца (особенно местного сорта «исот» или Urfa biber, популярного во всей Турции, которому в Шанлыурфа даже установлен памятник), и кофе.

## Знаменитые жители
Алексий, человек Божий (конец IV — начало V в.) — христианский святой, аскет
Вардесан (154—225) — гностик
Браим Халил — езидский пророк, в христианстве — пророк Авраам
Ефрем Сирин (306—373) — учитель христианской церкви
Иов — иудейский пророк
Джабан аль-Курди (VII век) — сподвижник пророка Мухаммеда, являющийся первым курдом, принявшим ислам.
Матвей Эдесский — армянский историк XII века
Раббула (ум. 435) — епископ Эдессы
Фома Канский — христианский проповедник
Наби, Юсуф (1642—1712) — турецкий поэт

## Галерея
- Главный двор мечети Мевлид-и Халил
- Мечеть Мевлид-и Халил, построенная рядом с местом, где, как полагают, родился пророк Авраам.
- Музей Шанлыурфы
- Гёлбашы-Сад
- Руины замка Урфы
- Река Евфрат
- Окрестности Гёбекли-Тепе, где находится самый старый храм в мире.[8]
- Крепость Румкале на реке Евфрат близ Урфы